# Копані (Дубенський район)
Копа́ні — село в Україні,у Радивилівській міській громаді Дубенського району Рівненської області. Населення становить 396 осіб.
В селі діє парафія ПЦУ

## Географія
Село Копані Дубенського району Рівненської області розкинулось у мальовничій місцевості: Кременецькі гори та Почаївська лавра на півдні, на півночі і заході — поля і ліси, на сході — гора Божа, на якій є криниця з цілющою водою. Протяжність села із заходу на схід — 1745 метрів, з півночі на південь — 1028 метрів.
Село розташоване в південно-східній частині Радивилівського району. Воно межує із такими селами: на південь від нього — Круки, на захід — Перенятин Дубенського району, на схід і північ — відповідно Комарівка і Крижі Кременецького району Тернопільської області. До 2020 село входило до складу Підзамчівської сільської ради. Відстань до районного центру — 20 км. З північного та східного боку села є сосновий ліс.

## Населення

### Мова
Розподіл населення за рідною мовою за даними перепису 2001 року:
| Мова       | Кількість | Відсоток |
| ---------- | --------- | -------- |
| українська | 395       | 99.75%   |
| російська  | 1         | 0.25%    |
| Усього     | 396       | 100%     |

## Історія
Згідно з архівними даними, що зберігаються в Дубенському міському архіві, перша згадка про Копані датується кінцем XVI ст. Воно входило до складу Кременецького повіту Волинського воєводства як володіння одного із тодішніх землевласників.
В той час місцевість навколо села була вкрита густим лісом (дуб, береза, граб та чагарники).
У часи козацько-селянських повстань проти польської шляхти і турків-османів місцеве населення, шукаючи порятунку від нападників, викопувало в лісі своєрідні схованки — копанки. Імовірно, назва села походить від цього слова.
В таких копанках місцеві жителі не тільки переховувались від ворогів, а й жили. З часом на місці копанок і поблизу них стали зводити невеличкі житлові глинобитні та дерев'яні хати, почало розвиватися домашнє господарство — будувалися хліви, стодоли, льохи, сараї.
Люди займалися рільництвом, скотарством, бджільництвом, розводили курей, качок та гусей.
До початку XVIII ст. в селі нараховувалось 23 двори і проживало близько 70 людей (для порівняння: в містечку Радивилів тоді було 146 будинків та 500 жителів).
У 1795 році, коли Правобережна Україна була приєднана до Росії, землі нашого краю опинилися на кордоні з Австрією та увійшли до Кременецького повіту Волинської губернії. У селі налагоджують гончарне виробництво, місцеві жителі торгують своїми виробами в Радивилові, Почаєві, Дубні.
Протягом XVIII — ХІХ ст. Копані поступово збільшуються. Життя в селі пожвавило спорудження залізниці Здолбунів — Радивилів, прокладення якої до кордону завершилося у 1873 році.
У 1906 році село Радзивилівської волості Кременецького повіту Волинської губернії. Відстань від повітового міста 24 верст, від волості 15. Дворів 64, мешканців 491.
У роки Першої світової війни село постраждало внаслідок бойових дій. найгостріші протистояння австрійської та російської армій датуються серпнем-вереснем 1915 року. 
7 (20) листопада 1917 року, відповідно до Третього Універсалу Української Центральної Ради, увійшло до складу Української Народної Республіки.
Щодо подій 1917—1920 р.р., то серед місцевих жителів були не тільки прихильники УНР.
На початок ХХ ст. в селі нараховувалось 34 двори і проживало 102 жителі.
У 1920—1939 р.р. наш край перебував під владою Польщі.
Основним заняттям селян було землеробство. Сіяли жито, овес, гречку, льонку, ячмінь, ріпу та коноплі. Садили картоплю, вирощували моркву, буряки, боби, квасолю.
На пана повинні були відробляти панщину, а пізніше повинності полягали у формі грошової сплати і відробітку.
Врожаї були малими — більше половини жителів залишалась на зиму без достатніх запасів хліба. Землю обробляли плугом, сохою, драпаком, боронами. Городи близько хат копали.
Найбагатшими на селі були ті, хто мали 25 десятин землі і більше. Найбідніші мали до 4 десятин. У господарстві були хата, хлів, стодола. В основному тримали одну корову, одного або двоє коней, свиней. Курей було мало, в основному тримали гусей.
У Копанях найбагатшими людьми на початок ХХ ст. були: Чуй Петро, Чуй Степан, Орловський Федір — священик.
Крім землеробства, займалися ремеслом. За Польщі на селі були коваль, столярі і шевці. З давніх-давен займалися ткацтвом. З конопель робили полотно, рядна. А для тіпання конопель використовували «їжаки». Деякі предмети місцевих ремесел зберігаються сьогодні у шкільному музеї. Про ковальство розповідають вироби: серпи, коси, молотки, плуги, борони, драпаки та інше.
Збереглося багато виробів тутешніх теслярів: рублі, макогони, ціпи, нецьки. Із соломи плели великі солом'яники для зберігання зерна.
Займалися також торгівлею. В селі була «лавка-магазин», де продавалися сірники, гас, сіль, оселедці, тканини. Жителі села ходили пішки в Радивилів та Броди продавати масло, яйця, сало і сметану.
У Копанях школа була облаштована в сільській хаті в 1930 році.
Жителі нашого села будували свої хати із дерева та глини, покривали їх сніпками із житньої соломи. Хати були малі, із маленькими віконцями. Інтер'єр хати був такий: стіл, біля стола — лавка, мисник, де зберігався посуд — дерев'яні ложки, миски, кухлі, макітра. Горщики і баняки були в печі. Піч займала велику частину хати, бо вдень вона всіх годувала, а вночі на печі відпочивали.
У багатих людей меблі у хаті були дерев'яні, для одежі стояла скриня. Обов'язково у кожній хаті у куті висіли образи (ікони) з великими рушниками. Підлоги не було — натомість долівку вимощували глиною.
Крім того, у хаті була комора. Там стояли запаси харчів, діжка з червоними буряками, ріпою і морквою, хлібна діжка.
Господиня повинна була вміти пекти хліб. Коли пекли хліб, то вона приносила діжу з розчиною в хату і підрожчиняла, тоді як вистудить тісто — місить. Готували страви такі: варили борщ, юшку, кашу, галушки, затірку. Перед тим, як сідали їсти, молились до Бога.
Одяг носили полотняний, святковий був прикрашений вишивкою. Здавна існували обряди, пов'язані з народженням дитини, хрестинами, шлюбом і весіллям, похороном.
Жителі нашого села святкували всі великі релігійні свята, а в присвятки — працювали. До Івана Богослова сіяли пшеницю, на Івана (літнього) сіяли огірки, на Миколая (літнього) сіяли гречку. Молодь збиралася на вечорниці в когось у хаті, де пряли, вишивали та співали пісні.
У неділю чи свято йшли до церкви. Сам храм знаходиться на хуторі Адамівка (1 км від села на північ). Його дерев'яна споруда згоріла в роки Другої світової війни, але після війни збудували заново дерев'яну церкву, яка стоїть досі. До речі, матеріали для зведення храму надали найзаможніші на той час селяни, а особливо священик Орловський Федір.
Настоятелями місцевого храму у різний час були: до 1947 року — Орловський Федір, Андросюк Григорій — 1947—1949 роки, Зубкевич Павло, о. Григорій, о. Іван, о. Кирило, о. Михайло, о. Іван, Синиця Мирослав — 1996—1998 роки, Антонюк Олексій — з 1998 року.
Біля старої церкви є нова цегляна, збудована в 1990-і роки за кошти парафіян та кошти, які виділив колгосп «Нове життя» (голова Філіпчук Віктор Ананійович). Старостами у місцевій церкві, починаючи з початку 1950-х років, були: Кошельник Михайло, Мельничук Варфоломій, Коротун Олекса Михайлович, Воронко Олексій Митрофанович, Коротун Антін, Коротун Прокіп Федорович, Бойко Іван Романович, Білецький Богдан Володимирович. Зараз обов'язки старости виконує Коротун Семен Володимирович.
Біля церкви розміщений сільський цвинтар, якому вже більше 100 років. Тут є братська могила червоноармійців, які полягли за визволення села від німецьких загарбників.
З червня 1941 р. до 19 березня 1944 р. село було під окупацією німецьких фашистів. З місцевих жителів полягли на фронтах у складі Червоної армії 29 чоловік. Повернулися з призваних на фронт 14 чоловік. Серед них були: Мельничук Іван Варфоломійович, Воронко Григорій Митрофанович, Повх Василь Григорович, Батьковець Олексій, Чуй Костянтин Степанович та Федун Роман Нестерович.
Декілька жителів брало участь у діяльності УПА. Вони були арештовані і сиділи в тюрмах за підпільну діяльність: Гаврищук Володимир, Батьковець Олексій, Гаврищук Ганна, Сай Микола, Бойко Володимир, Гаврищук Омелян, Пацула Володимир, Онук Пилип, Воронко Микола.
Внаслідок подій світової війни загинуло 69 односельців. Під час визволення села 19 березня 1944 року загинув лейтенант радянської армії, житель Дніпропетровська Г. В. Ткаченко.
Фактично радянська влада на Західній Україні існувала тільки у великих містах, у селах вдень було двовладдя, а вночі владу перебирали оунівці.
Після війни село відбудовувалось. У 1947 році було створено колгосп «Червоний партизан», який пізніше став називатися — імені 17 вересня. Була місцева сільська рада: головою був Нікітін Іван Іларіонович, секретарем — Коротун Володимир Дмитрович, пізніше сільськими головами були Грицюк Василь Володимирович і Градовий Степан, секретарем сільради була Подолян Віра Савівна.
Збереглися назви вулиць: Дубина, Пістонівка, Березина, Накінчани, Галіціяни, а також Шлях — дорога на Почаїв. Є Старицька і Перенятинська дороги. Поля мали назви: Держиполь, Гончариха, Новина і Селевщина. Про ліс «Боривуха» легенда записана зі слів Повх Варвари Григорівни: «Ріс густий ліс, а в лісі росли пустотливі дітлахи. І щоб трохи залякати дітей, батьки говорили, що в лісі водяться ведмеді — бурі вуха. Від того часу і пішла назва – Буривуха».
У 60-70-х роках ХХ століття в Копанях відбулися певні зміни: до села була прокладена кам'яна дорога від села Підзамче, збудовано промисловий та продуктовий магазини, клуб, у хаті Чуй Параскеви почав діяти медпункт. У 1972 році відкрито приміщення нової восьмирічної школи. Директором до 1994 року був Пастух Григорій Сергійович.
На місцевій фермі розводили свиней, курей та худобу. Була організована тракторна бригада, на території якої діяли млин і кузня. У 1976 році на території ферми, біля контори колгоспу, було споруджено водонапірну башту, яка діє й донині і забезпечує водою добру половину села.
Замість дерев'яних та кам'яних хат люди почали зводити власні будівлі із шлаку і цегли, які накривали бляхою і шифером. На власних городах, розмір яких в основному сягав до півгектара, вирощували городину, кормові буряки, картоплю, сіяли ячмінь, пшеницю, жито, гречку та кукурудзу. До Копанів із Радивилова почав їздити рейсовий автобус п'ять разів на день. У селі працювало провідне радіо та поштове відділення, завідувачем якого стала Коротун Галина Пилипівна.
У селі на початку 80-х років налічувалося більше 400 мешканців. Близько трьох десятків підлітків навчалися в училищах, технікумах і вищих навчальних закладах. Близько двох десятків дорослого населення працювали на роботах в районному і обласному центрах. У той час було збудовано приміщення дитячого садка «Сонечко» і медпункту, відкрито новий магазин. Сільчани в основному були зайняті сільськогосподарськими роботами в місцевому колгоспі –заробляючи трудодні, вручну обробляли площі цукрових буряків, так звані «норми», а ще — перевертали покоси, звозили й скирдували солому, перебирали картоплю, вирощували велику рогату худобу та свиней.
У 1991 році місцевий колгосп у зв'язку з реорганізацією було перейменовано на підприємство «Нове життя», пізніше — «Смерічка».
12 червня 2020 року, відповідно до розпорядження Кабінету Міністрів України № 722-р від «Про визначення адміністративних центрів та затвердження територій територіальних громад Рівненської області», увійшло до складу Радивилівської міської громади Радивилівського району.
19 липня 2020 року, в результаті адміністративно-територіальної реформи та ліквідації Радивилівського району, село увійшло до складу Дубенського району.